# Ubiškė
Ubiškė is een plaats in de gemeente Telšiai in het Litouwse district Telšiai. De plaats telt 215 inwoners (2001).